# Chiesa dei Santi Pietro e Paolo (Muggiò)
La parrocchiale dei Santi Pietro e Paolo si trova a Muggiò in provincia di Monza e Brianza ed arcidiocesi di Milano.
Essa sorge in forme lombardo-gotiche, sull'area centrale di un ex collegio barnabita (già residenza settecentesca dei conti Porro), su progetto dei rinomati architetti Angelo Savoldi e Giovan Battista Borsani (1850-1906), che s'ispirarono alla basilica di Sant'Andrea in Vercelli (1219-1227).
La posa della prima pietra risale al 23 giugno 1895, l'apertura al culto nel 1897.

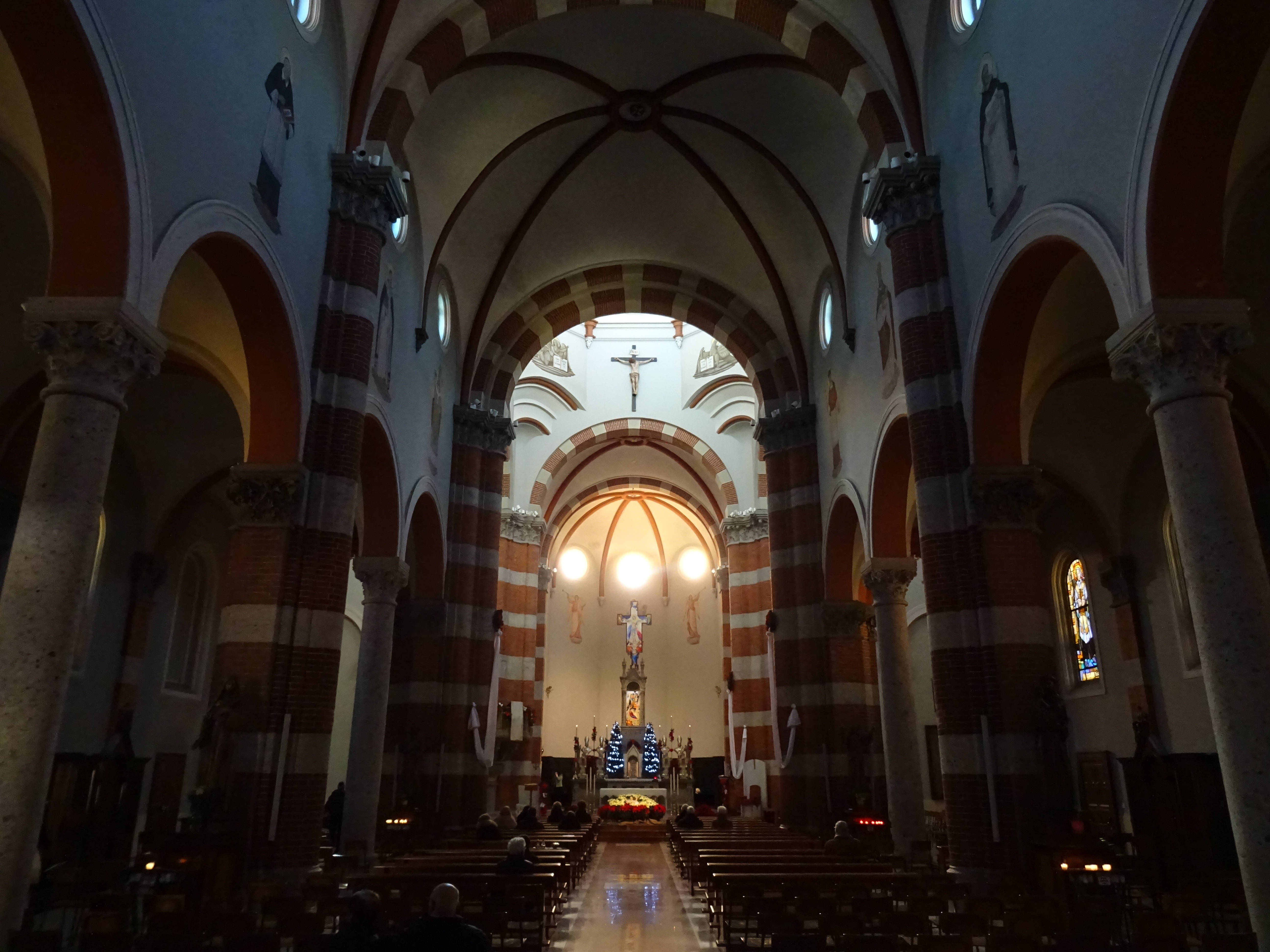
Interno

La torre campanaria con cuspide conica proporzionata e in perfetto stile con il resto della parrocchiale s'innalza tra il 1920 e il 1922.
La facciata principale viene ultimata nel rispetto dell'antico progetto (1894) solo nel 1968; tripartita, questa è stata tutta rivestita in cotto con elementi in trachite - travertino e arricchita con icone legate alla vita dei due Apostoli: sul bronzeo portale centrale viene raffigurata la loro vocazione, nei vetri istoriati del rosone centrale vi è il loro martirio, ed in alto sul timpano, il gruppo scultoreo rappresenta la gloria acquisita attraverso la croce di Cristo.
L'interno, imponente ed elegante, conferma lo slancio preannunciato in facciata: sulla pianta a croce latina si sviluppano le campate con volte a crociera, tre navate che conducono al transetto, agli estremi del quale sono poste due cappelle minori.
Le semplici colonne in pietra si alternano a possenti pilastri sagomati sui quali poggiano gli archi a tutto sesto, in tali colonne polistili, ai rossi mattoni si alternano le fasce di granito.
All'incrocio fra la navata centrale e il transetto si eleva la cupola, la cui volta a raggiera poggia sul tamburo ottagonale con finestre trifore.
Due lesene d'altare attribuite ad Antonio Canova (1757-1822) fino agl'anni '60 incorniciavano il prestigioso dipinto "Cristo in croce con la Maddalena" di Francesco Hayez (1791-1882) commissionato nel 1827 dalla Famiglia Isimbardi (oggi conservato presso il Museo Diocesano di Milano) ora sostituito da una riproduzione fotografica.